# Putsch in Honduras 2009

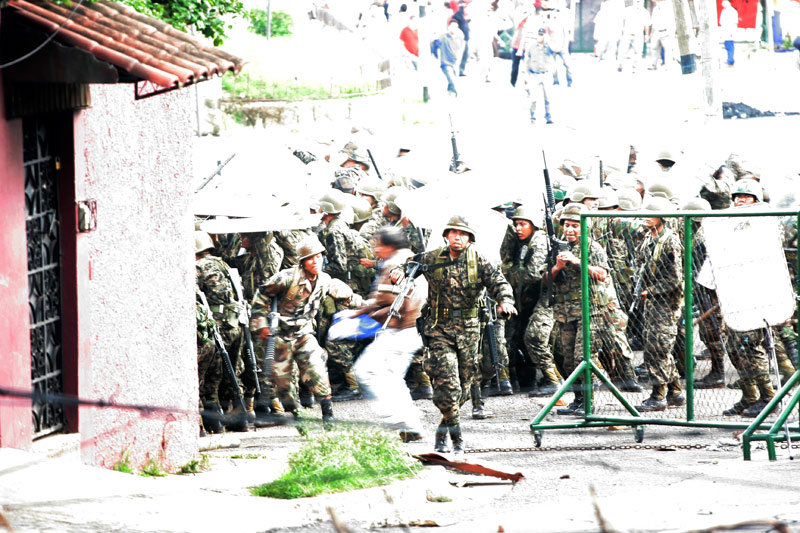
Putsch in Honduras, Foto vom 29. Juni 2009

Nach einem Verfassungskonflikt zwischen Präsident (und Gewerkschaften) einerseits und Parlament und Oberstem Gerichtshof andererseits nahm am 28. Juni 2009 das Militär in Honduras den Präsidenten José Manuel Zelaya gefangen und brachte ihn gegen seinen Willen nach Costa Rica. Im Anschluss wurde Roberto Micheletti zum De-facto-Präsidenten erklärt. Dieser sollte das Land bis zu den Wahlen im November 2009 führen.

## Verlauf
Im Jahr 2005 wurde der Großgrundbesitzer José Manuel Zelaya von der Partido Liberal de Honduras zum Präsidenten gewählt.
Zelaya wollte am 28. Juni 2009 eine Volksbefragung darüber abhalten lassen, ob bei den nächsten Wahlen im November gleichzeitig ein Referendum über die Einberufung einer verfassunggebenden Versammlung durchgeführt werden solle. Gegner warfen Zelaya vor, er beabsichtige, sich eine Präsidentschaftswiederwahl zu ermöglichen, was laut Verfassung unzulässig ist. Unterstützt wurde der Plan zu einer Verfassungsreform von Gewerkschaften, Bauern und Organisationen der Zivilgesellschaft, die sich durch eine Reform hin zur Partizipatorischen Demokratie mehr Mitsprache erhofften.
Ein Kommando der honduranischen Armee stürmte in den frühen Morgenstunden des 28. Juni 2009 den Wohnsitz von Präsident Manuel Zelaya und nahm ihn gefangen. Zelaya wurde zu dem gemeinsam von honduranischem und US-amerikanischem Militär genutzten Luftwaffenstützpunkt Soto Cano in Palmerola verbracht, danach mit einer Militärmaschine nach Costa Rica ausgeflogen.
Im Parlament wurde ein angebliches Rücktrittsgesuch verlesen. Das Parlament nahm das Rücktrittsgesuch an und ernannte anschließend den Abgeordneten Roberto Micheletti zum Interimspräsidenten, obwohl es dazu nicht befugt war. Nach offiziellen Angaben stimmten alle 124 anwesenden (von insgesamt 128) Abgeordneten für die Ernennung Michelettis, wie Zelaya Mitglied der Liberalen Partei. Er sollte die Regierungsgeschäfte bis Januar 2010 führen.
Auf Beschluss des Parlaments wurde eine nächtliche Ausgangssperre verhängt. In den darauffolgenden Tagen wurde die Ausgangssperre per Dekret von Micheletti verlängert, sowie Bürgerrechte, wie das Versammlungsrecht und die Bewegungsfreiheit, für den Nachtzeitraum aufgehoben.
Am 28. Juni 2009 wurde das De-facto-Kabinett vereidigt.
Nach dem Militärputsch wurde von der De-facto-Regierung eine Ausgangssperre verfügt; dennoch kam es zu massiven öffentlichen Protesten gegen Zelayas Absetzung. Es gab Protestumzüge und Barrikaden mit der Forderung der Rückkehr von Präsident Zelaya in Tegucigalpa und San Pedro Sula.
Weltweit wurde der Putsch verurteilt und die Nichtanerkennung der De-facto-Regierung angekündigt. Sämtliche EU-Staaten und sämtliche Staaten Amerikas mit Ausnahme der USA zogen in den Folgetagen ihre diplomatischen Vertretungen auf Botschafter-Ebene aus Honduras ab.
Um eine Lösung des Konflikts herbeizuführen, bot Costa Ricas Präsident und Friedensnobelpreisträger Óscar Arias seine Vermittlung an, die beide Seiten akzeptierten. Verhandlungen in Costa Rica blieben ergebnislos.
Am 21. September 2009 kehrte Zelaya heimlich nach Honduras zurück und fand in der brasilianischen Botschaft Asyl. Honduras' Putschregierung verhängte erneut eine Ausgangssperre und forderte Brasilien auf, Zelaya der honduranischen Justiz zu übergeben.
Am 27. September 2009 rief die Putschregierung per Dekret für 45 Tage den Ausnahmezustand aus und schränkte zahlreiche demokratische Freiheitsrechte ein.
Nach einem viermonatigen Aufenthalt in der brasilianischen Botschaft in Tegucigalpa und nach Verhandlungen zwischen Porfirio Lobo und dem dominikanischen Präsidenten Leonel Fernández konnte Zelaya mit seiner Familie und engen Mitarbeitern in die Dominikanische Republik ausreisen.